# Belgische leeuw (heraldiek)
De Belgische leeuw (Leo Belgicus) is een Heraldische leeuw met zijn oorsprong in de middeleeuwse heraldiek van de Zuidelijke Nederlanden. Dit symbool werd overgenomen van oudere vorstendommen die zich in het huidige België bevonden, met name het Hertogdom Brabant.

## Oorsprong
De heraldieke leeuw werd in de 12e en 13e eeuw een veelgebruikt symbool in de Lage Landen. De leeuw op het Belgische wapenschild is voornamelijk gebaseerd op de Brabantse Leeuw, het embleem van het Hertogdom Brabant. Dit wapen bestond uit een gouden leeuw met rode klauwen en tong op een zwart schild en werd voor het eerst gebruikt door Hendrik I van Brabant (1165-1235).
Het Koninkrijk van België besloot zijn wapenschild en vlag te baseren op de symbolen die werden gebruikt door de kortstondige Verenigde Belgische Staten. Deze ontstonden nadat de Belgen het Oostenrijkse heerschapij over de zuidelijke Nederlanden hadden afgevochten. Het hertogdom Brabant had het voortouw genomen in de zogenaamde Brabantse Omwenteling, de opstand tegen keizer Jozef II, en domineerde daarna de Verenigde Belgische Staten. Daarom kwam de Brabantse Leeuw (Leo Belgicus) symbool te staan voor de hele federatie, en uiteindelijk ook België.
Tijdens de Nederlandse Opstand adopteerden de provincies die in opstand kwamen tegen het bewind van koning Filips II in 1578 een gemeenschappelijk zegel met de Leo Belgicus, die een kroon droeg en een zwaard en een bundel pijlen vasthield. De kroon stond voor soevereiniteit, het zwaard voor de oorlog tegen Spanje en de pijlen voor de eendracht en eenheid onder de opstandige provincies. Aanvankelijk had de leeuw van de (Nederlandse) Republiek der Zeven Verenigde Provinciën de Brabantse kleuren (Goud, zwart en rood). Pas toen het grootste deel van Brabant in de jaren 1580 door Spanje werd heroverd en Holland de Republiek ging domineren, werden de kleuren van de Brabantse leeuw (Zwart, goud en rood) de definitieve tinten van het wapen van de Verenigde Provinciën.

## Herkomst van een leeuw
De keuze voor de leeuw als heraldisch symbool in het Hertogdom Brabant (1183 – 1795) en de Lage Landen heeft diepe historische en symbolische wortels. De leeuw werd in de middeleeuwen een van de populairste wapendieren in de heraldiek, voornamelijk omdat hij stond voor kracht, moed en koninklijke waardigheid. Als ‘koning der dieren’ was de leeuw het ideale symbool voor vorsten en ridders die hun macht en dapperheid wilden tonen.
In de Lage Landen werd de leeuw een belangrijk heraldisch embleem voor verschillende vorstendommen. Bij het Graafschap Vlaanderen (862-1795), een zwarte leeuw op een geel schild, werd ingevoerd door Filips van de Elzas (1168 - 1191), graaf van Vlaanderen. Ook andere vorstendommen, zoals Henegouwen, Namen, Limburg en Luxemburg, voerden een leeuw in hun wapenschild.

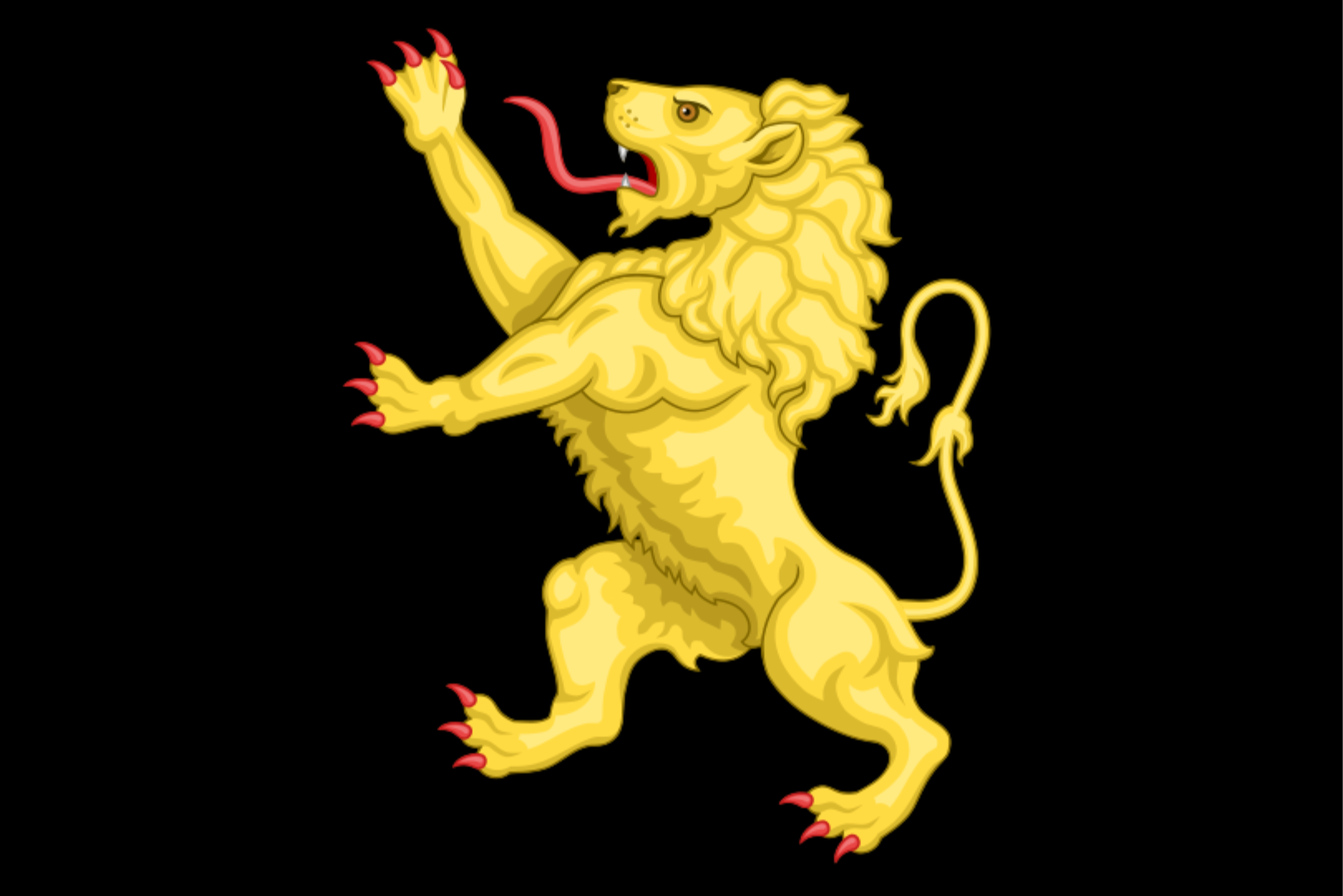
Belgische vlag (brabantse versie, te zien op het wapen van België)

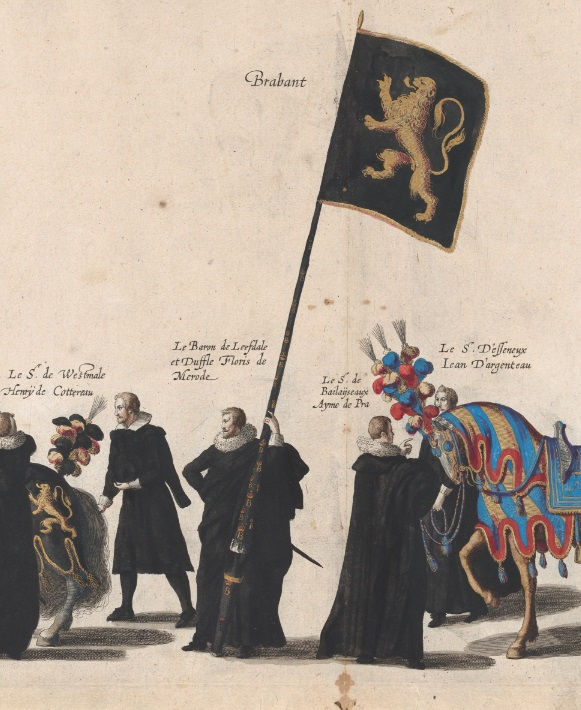
Brabantse Leeuw gedragen door Floris de Merode, Baron van Leefdael tijdens de begrafenis van Albert VII. Dit embleem van de hertogen van Brabant is nu het wapen van België.

De Brabantse Leeuw, een gouden leeuw op een zwart schild, werd rond 1190 aangenomen door de hertogen van Brabant en zou later de basis vormen voor het Belgische wapen.

## Hertogdom Brabant
De Brabantse leeuw is het heraldieke symbool van het historische hertogdom Brabant, De leeuw, afgebeeld als een gouden leeuw op een zwart schild met rode klauwen en tong, werd voor het eerst gebruikt door Hendrik I van Brabant (1165-1235). De herkomst van de Brabantse leeuw gaat vermoedelijk terug op de oudere Limburgse leeuw, die werd gevoerd door de graven van Leuven en hertogen van Neder-Lotharingen, voorlopers van de Brabantse hertogen. In de loop der eeuwen werd de leeuw niet alleen het symbool van de hertogen van Brabant, maar ook van de verschillende regio’s en provincies die uit het hertogdom zijn voortgekomen. De heraldieke betekenis van de leeuw symboliseert kracht, moed en heerschappij, eigenschappen die pasten bij de ambities van de Brabantse hertogen in de middeleeuwen.

## Verenigde Belgische Staten
De Brabantse leeuw heeft niet alleen een belangrijke plaats in de geschiedenis van het hertogdom Brabant, maar ook in de Verenigde Belgische Staten. Tijdens de Brabantse Omwenteling (1790), die het toppunt van het verzet tegen de Habsburgers vormde, leidde tot de tijdelijke oprichting van de Brabantse Republiek. Tijdens deze korte periode werd de Brabantse leeuw gebruikt om de hernieuwde nationale identiteit te symboliseren en werd hij opgenomen in de vlag en wapens van de Verenigde Belgische Staten. Hoewel de Habsburgers uiteindelijk weer de controle over de regio herwonnen, bleef de Brabantse leeuw een krachtig symbool van de regionale trots en de strijd voor autonomie in het Belgische gebied (Verenigde Belgische Staten).

## Verenigd Koninkrijk der Nederlanden
De Brabantse leeuw heeft ook een belangrijke rol gespeeld in de geschiedenis van het Koninkrijk der Nederlanden, zowel in de vroege dagen van het koninkrijk als in de symboliek van de verschillende provincies die uit het historische hertogdom Brabant zijn voortgekomen.
De Brabantse leeuw bleef een belangrijk element in de heraldische traditie van de regio, vooral in de wapens van de provincies Noord-Brabant en Vlaams-Brabant, die uit het oude hertogdom Brabant voortkwamen.

## Koninkrijk België
De Brabantse leeuw is een van de oudste en meest betekenisvolle symbolen in de Belgische heraldiek. De Brabantse leeuw speelde een centrale rol in de oprichting van de Verenigde Belgische Staten (1790), een bond van gewesten die zich tegen de Oostenrijkse overheersing verzetten. Deze opstand werd echter snel neergeslagen, maar het idee van de Brabantse identiteit en het gebruik van de leeuw als symbool bleef belangrijk, vooral tijdens de daaropvolgende veranderingen in de regio. Toen België in 1830 zijn onafhankelijkheid verwierf van Nederland, werd de Brabantse leeuw opnieuw een symbool van nationale trots voor de regio’s die ooit deel hadden uitgemaakt van het hertogdom Brabant. Deze werd dan officieel gebruikt op het Wapenschild van het Koninkrijk België op 25 maart 1937

## Heraldiek en Vlaggen

### Vlaggen (met Leo Belgicus)

#### België (provincies)
| Vlag | Datum     | Provincie      | Gebruik                                                                                     |
| ---- | --------- | -------------- | ------------------------------------------------------------------------------------------- |
|      | 1831-1995 | Brabant        | Vlag van de (voormalige) provincie Brabant (gebaseerd op de vlag van het Hertogdom Brabant) |
|      | 1995-Nu   | Vlaams-Brabant | Vlag van Vlaams Brabant (Een Brabantse leeuw met het wapen van Leuven)                      |
|      | 1995-Nu   | Waals-Brabant  | Vlag van Waals-Brabant (Een Brabantse leeuw met in de bovenste hoeken twee Waalse hanen)    |

#### Historisch
| Vlag | Datum     | Land                       | Gebruik                                                                                   |
| ---- | --------- | -------------------------- | ----------------------------------------------------------------------------------------- |
|      | 1183-1795 | Hertogdom Brabant          | Vlag van het Hertogdom Brabant (een gele leeuw met rode tong en nagels op een zwart veld) |
|      | 1789-1790 | Verenigde Belgische Staten | Revolutionaire vlag gebruikt tijdens de Brabantse omwenteling (variant met leeuw)         |

#### Ander
| Vlag | Datum   | Land/Ideologie | Gebruik                                                                                                   |
| ---- | ------- | -------------- | --- |
|      | 1789-Nu | Belgicisme     | Vlag van het Belgicisme (politiek) (een Brabantse leeuw op een zwart veld met een gele en rode omranding) |

### Wapenschilden (met Leo Belgicus)

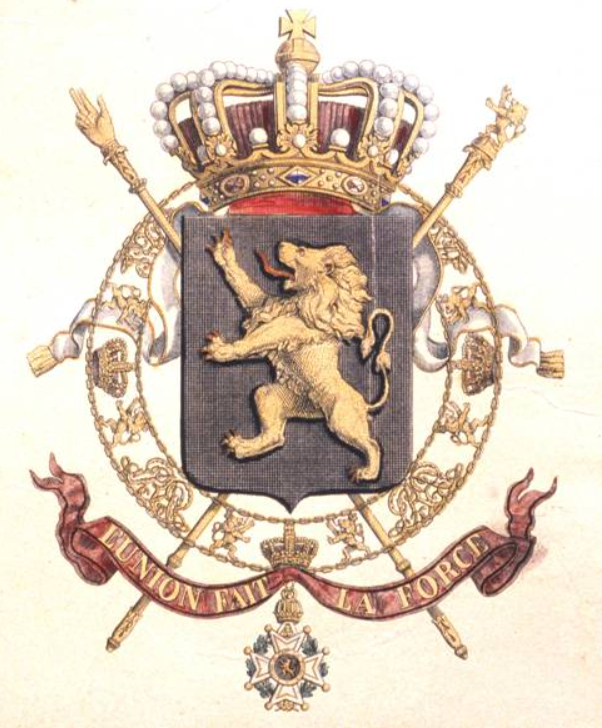
Belgisch Wapen in het grondwet boek van België (1837)

#### Koninkrijk België
| Wapenschild | Datum   | Land              | Gebruik                         |
| ----------- | ------- | ----------------- | ------------------------------- |
|             | 1837-Nu | Koninkrijk België | Wapen van België (groot)        |
|             | 1837-Nu | Koninkrijk België | Wapen van België (middel)       |
|             | 1837-Nu | Koninkrijk België | Wapen van België (klein)        |
|             | 1837-Nu | Koninkrijk België | Wapenschild van België (schild) |

#### België (provincies)
| Wapenschild | Datum     | Provincie      | Gebruik                                                                                             |
| ----------- | --------- | -------------- | --------------------------------------------------------------------------------------------------- |
|             | 1831-1995 | Brabant        | Wapen van de voormalige Belgische provincie Brabant (in 1995 gesplitst in Vlaams- en Waals-Brabant) |
|             | 1995-Nu   | Vlaams-Brabant | Wapen van de Belgische provincie Vlaams-Brabant                                                     |
|             | 1995-Nu   | Waals-Brabant  | Wapen van de Belgische provincie Waals-Brabant                                                      |

#### Historisch
| Wapenschild | Datum     | Land                       | Gebruik                                                                                          |
| ----------- | --------- | -------------------------- | ------------------------------------------------------------------------------------------------ |
|             | 1183-1795 | Hertogdom Brabant          | Wapenschild van het Hertogdom Brabant (een gele leeuw met rode tong en nagels op een zwart veld) |
|             | 1183-1402 | Hertogdom Brabant          | Wapenschild van het Hertogdom Brabant volgens het Wapenboek Beyeren (voor 1402)                  |
|             | 1789-1790 | Verenigde Belgische Staten | Wapen van de Verenigde Belgische Staten (Leo Belgicus met een zwaart en schild)                  |

#### Nederland
| Wapenschild | Datum     | Land/Provincie                                | Gebruik                                                                    |
| ----------- | --------- | --------------------------------------------- | -------------------------------------------------------------------------- |
|             | 1795-1806 | Bataafse Republiek                            | Wapen van de Bataafse Republiek (De Nederlandse Maagd met de Leo Belgicus) |
|             | 1815-Nu   | Noord-Brabant (Nederlandse Provincie)         | Wapenschild van de Nederlandse provincie Noord-Brabant                     |
|             | 1815-1830 | Zuid-Brabant (voormalige provincie Nederland) | Wapenschild van de Nederlandse voormalige provincie Zuid/Vlaams Brabant    |

#### Gelijkaardige Wapenschilden
| Wapenschild | Datum     | Land                  | Gebruik |
| ----------- | --------- | --------------------- | --- |
|             | 1065–1795 | Hertogdom Limburg     | Wapenschild van het Hertogdom Limburg (dubbelstaartige leeuw in keel (rood) gekroond, getongd, en geklauwd in or (goud) op een achtergrond van argent (zilver)) |
|             | 862–1797  | Graafschap Vlaanderen | Wapenschild van het Graafschap Vlaanderen (In goud een leeuw van sabel (zwart) getongd en geklauwd van keel (rood))                                             |
|             | 900–1477  | Graafschap Henegouwen | Wapenschild van het Graafschap Henegouwen |
|             | 981–1797  | Graafschap Namen      | Wapenschild van het Graafschap Namen |
|             | 1353–1797 | Hertogdom Luxemburg   | Wapenschild van het Hertogdom Luxemburg (een blauw-wit doorsneden schild met daarop een gekroonde, rode klimmende leeuw met twee staarten)                      |

### Leeuwen (heraldiek)

#### Leo Belgicus

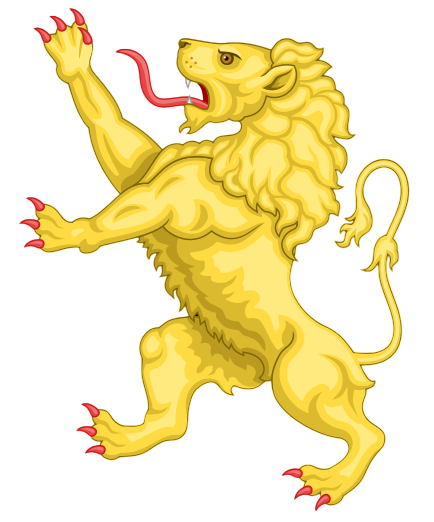
Leo Belgicus (Belgische leeuw)
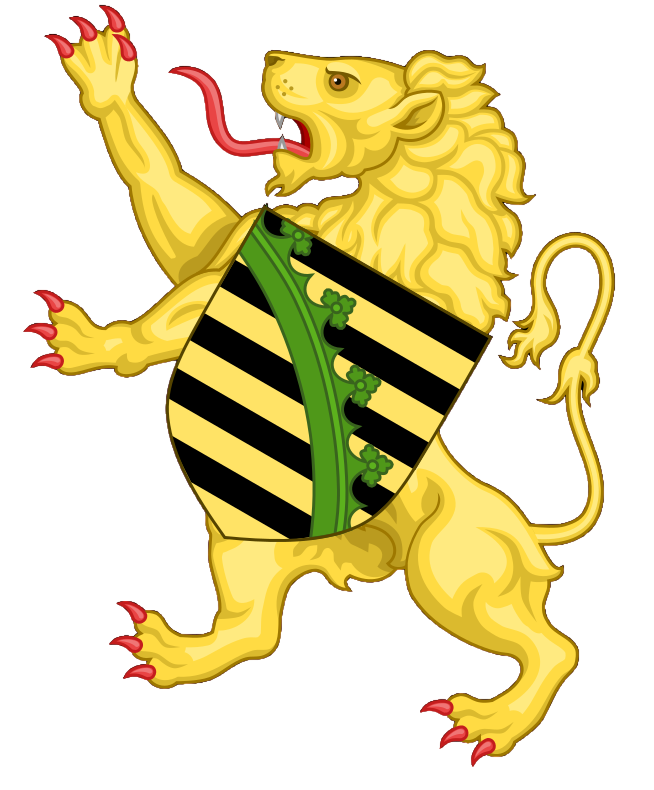
Leo Belgicus (Belgische Monarchie)
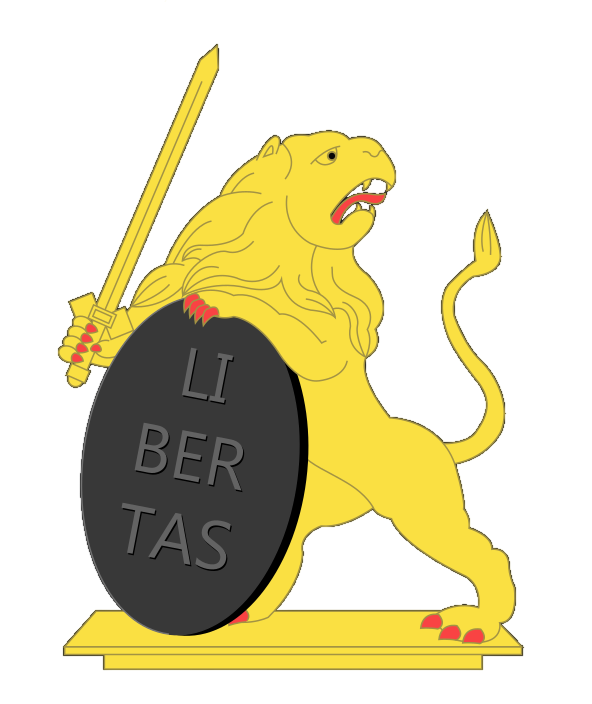
Leo Belgicus (Verenigde Belgische Staten)
Brabantse Leeuw                        (hertogdom Brabant)